# 辽河单极虫
辽河单极虫（学名：Thelohanellus liaohoensis）为单极科单极虫属的动物。在中国，分布于辽宁、浙江等，营寄生生活，寄生在鲫的体表粘液和胆囊。